# وسیلی خملفسکی
وسیلی خملفسکی (بلاروسی: Васіль Уладзіміравіч Хмялеўскі؛ ۱۴ ژانویه ۱۹۴۸ – 2002 (aged 54)) ورزشکار دو و میدانی اهل بلاروس بود.
وی در مسابقات کشوری و بین‌المللی در مجموع برندهٔ ۱ مدال نقره، ۱ مدال برنز شده‌است.